# 漁夫半島

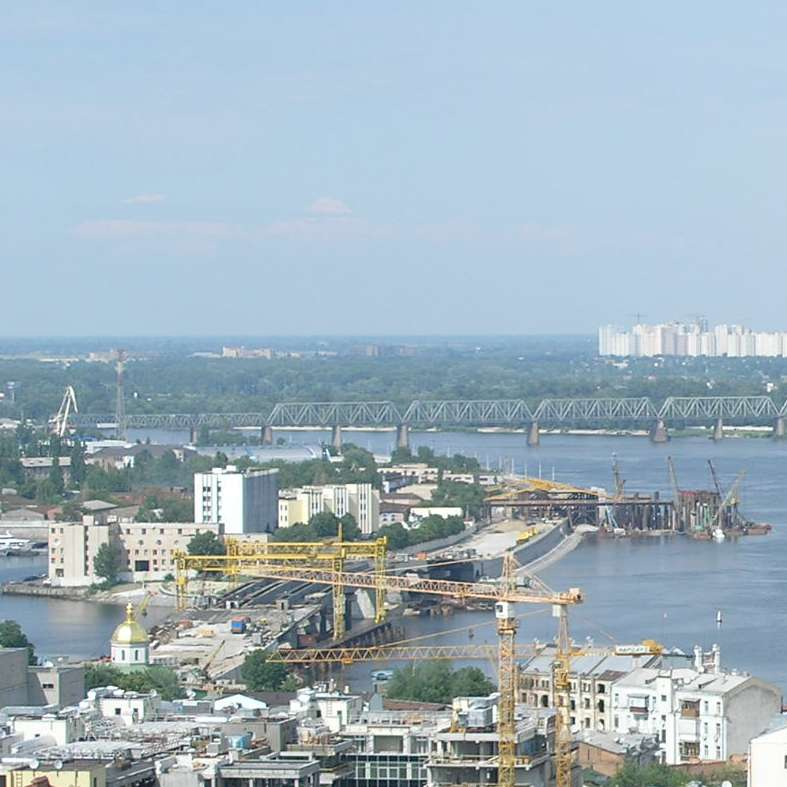

漁夫半島（羅馬化：Rybalskyi pivostriv）是位於烏克蘭首都基輔第聶伯河的一個半島。現在漁夫半島是基輔主要工業區之一。1920年代開始，漁夫半島開始工業化。二戰期間漁夫半島遭到嚴重轟炸。戰後漁夫半島開始重建，修建了新的工廠。2005年，烏克蘭政府發布了漁夫半島再生計劃，計劃將漁夫半島改建為住宅、文化和商業區。